# رائول لیزوئن
رائول لیزوئن (انگلیسی: Raúl Lizoain؛ زادهٔ ۲۷ ژانویهٔ ۱۹۹۱) بازیکن فوتبال اهل اسپانیا است.
از باشگاه‌هایی که در آن بازی کرده‌است می‌توان به باشگاه فوتبال لاس پالماس اشاره کرد.